# Dominic Roussel
Dominic Roussel, född 22 februari 1970, är en kanadensisk före detta professionell ishockeymålvakt som tillbringade åtta säsonger i den nordamerikanska ishockeyligan National Hockey League, där han spelade för ishockeyorganisationerna Philadelphia Flyers, Winnipeg Jets, Mighty Ducks of Anaheim och Edmonton Oilers. Han släppte in i genomsnitt 3,12 mål per match och hade en räddningsprocent på .895 samt sju nollor (inte släppt in ett mål under en match) på 205 grundspelsmatcher. Roussel spelade på lägre nivåer för Hershey Bears och Philadelphia Phantoms i American Hockey League (AHL), Starbulls Rosenheim och Frankfurt Lions i Deutsche Eishockey Liga (DEL) och Draveurs de Trois-Rivières och Cataractes de Shawinigan i Ligue de hockey junior majeur du Québec (LHJMQ).
Han draftades i tredje rundan i 1988 års draft av Philadelphia Flyers som 63:e spelare totalt.